# Enrique Sánchez Abulí
Enrique Sánchez Abulí, né le 20 février 1945 à Palau-del-Vidre (Pyrénées-Orientales), est un scénariste franco-espagnol de bande dessinée.

## Biographie
De père espagnol et de mère française, Abuli est imprégné de lettres avec un père romancier, poète et scénariste de bande dessinée. En 1968 ans, il écrit ses premiers scénarios d'épouvante publiés chez Toutain.
Il est notamment le scénariste de Torpedo qu'il crée en 1981 avec l'illustrateur américain Alex Toth pour les deux premiers épisodes, puis avec le dessinateur espagnol Jordi Bernet. Abuli et Bernet feront plusieurs autres livres ensemble.

## Prix
- 1986 : Prix du meilleur album étranger du Festival d'Angoulême pour Torpedo, t. 4 : Chaud devant ! (avec Jordi Bernet)[4]
- 1994 : Nommé pour le prix Harvey[5] de la meilleure édition américaine d'une œuvre étrangère pour Torpedo (avec Jordi Bernet)
- 1995 : Nommé pour le prix Harvey[6] de la meilleure édition américaine d'une œuvre étrangère pour Torpedo (avec Jordi Bernet)